# Résidence surveillée
 (octobre 2016).
Si vous disposez d'ouvrages ou d'articles de référence ou si vous connaissez des sites web de qualité traitant du thème abordé ici, merci de compléter l'article en donnant les références utiles à sa vérifiabilité et en les liant à la section « Notes et références ».
En droit pénal, la résidence surveillée est une peine judiciaire, alternative à la prison, ordonnant à une personne de rester vivre dans le périmètre d'un territoire donné, lequel peut même se limiter à son domicile, et limitant strictement sa liberté de circulation : la personne est dite « assignée à résidence ».

## Droit par pays

### Canada

#### Condition de remise en liberté par le policier sur promesse de comparaître
La résidence surveillée peut être une condition de la remise en liberté par le policier dans l'attente d'un futur procès, en plus des conditions obligatoires de se présenter au tribunal à une certaine date et de procéder au bertillonnage. Le policier peut avoir fait signer une promesse à l'accusé de demeurer à sa résidence aux heures indiquées et de se présenter à l'entrée de la résidence sur demande de l'agent de la paix. Cette condition est prévue à l'art. 501 (3) g) du Code criminel.

#### Emprisonnement avec sursis
En droit canadien, l'emprisonnement avec sursis est prévu par les articles 742 et suivants du Code criminel. Le tribunal peut ordonner à une personne condamnée à un emprisonnement de moins de deux ans, déclarée coupable de certaines infractions, de purger sa peine dans la collectivité.

### France
En France, l'assignation à résidence est l'injonction faite à une personne physique de résider en un lieu déterminé.
L'assignation à résidence peut résulter d'une décision civile (assignation à résidence d'un étranger), d'une décision pénale ou d'une décision administrative.

### Régimes autoritaires
La résidence surveillée est également appliquée à l'encontre de dissidents politiques par un gouvernement autoritaire ou dans le contexte historique d'une situation politique de colonisation. Dans ce cas, à cette peine est généralement adjointe une limitation des moyens de communication.[réf. nécessaire]